# Tatjana Clasing

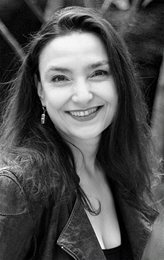
Tatjana Clasing (2013)

Tatjana Clasing  (* 8. Februar 1964 in Hamburg) ist eine deutsche Schauspielerin.

## Leben
Während ihrer Schullaufbahn besuchte sie das Albert-Schweitzer-Gymnasium in Hamburg. Sie wurde von 1983 bis 1985 an der Hochschule für Musik und Theater Hamburg ausgebildet und war am Staatstheater Stuttgart und dem Schauspiel Essen, unter anderem am Grillo-Theater, fest engagiert. Seit dem Jahr 2000 ist sie freiberuflich tätig.
Tatjana Clasing wurde unter anderem mit dem Preis des Deutschen Bühnenvereins und mit dem Aalto-Bühnenpreis ausgezeichnet. Sie lebt in Köln.

## Rollen

### Fernsehen
- 1989: Abschied vom falschen Paradies
- 1993–2010: Tatort (Fernsehreihe)
  - 1993: Bienzle und die schöne Lau
  - 1998: Schüsse auf der Autobahn
  - 2002: Alibi für Amelie
  - 2002: Zielscheibe
  - 2002: Du hast keine Chance
  - 2002: Reise ins Nichts
  - 2003: Veras Waffen
  - 2004: Teufel im Leib
  - 2005: Rache-Engel
  - 2006: Kunstfehler
  - 2010: Klassentreffen
- 1994: Die Gerichtsreporterin
- 1995: Verbrechen, die Geschichte machen
- 1995: Frauenmörder Arwed Imiela
- 1996: Davids Rache
- 1996: Das Recht auf meiner Seite
- 1996: Ein Mord auf dem Konto
- 1997: Die Kinderärztin Leah
- 1999–2006: SK Kölsch
- 1998: Weekend mit Leiche
- 2000: Balko (Die Mördertauben von Eving)
- 2000: Nie mehr zweite Liga
- 2000: Thrill – Spiel um dein Leben
- 2001: Küss mich, Tiger!
- 2001: Opferlamm – zwischen Liebe und Hass
- 2001: Am Anfang war die Eifersucht
- 2002: Verdammt verliebt
- 2003: Das Wunder von Lengede
- 2003: Das Herz ist tot
- 2003–2005: Großstadtrevier
- 2005: Alarm für Cobra 11 – Die Autobahnpolizei – Comeback
- 2005: Nicht ohne meinen Schwiegervater
- 2005–2007: Der Alte
- 2006–2007: Heimatgeschichten
- seit 2006: Alles was zählt
- 2007: Herzog
- 2009: Wilsberg – Oh du tödliche…
- 2009: Danni Lowinski
- 2009: SOKO Leipzig
- 2009: Die Blaumänner
- 2011: SOKO Köln
- 2012: SOKO Stuttgart
- 2010–2014: Der letzte Bulle (Fernsehserie, in 60 Episoden)
- 2015: Bettys Diagnose (Geschiedene Leute)
- 2015: Heldt (Auf Achse)
- 2016: Hubert und Staller
- 2018: SOKO Potsdam (Falsches Spiel)
- 2022: Kommissar Dupin (Fernsehserie, Bretonische Idylle)
- 2023: I don’t work here (Miniserie, 1 Folge)

### Kino
- 2005: Vogel des falschen Paradieses
- 2005: Butterfly
- 2006: Rohtenburg
- 2019: Der Letzte Bulle

## Theaterengagements
- 1985: Staatstheater Hannover
- 1986: Staatstheater Darmstadt
- 1991–1992: Staatstheater Stuttgart
- 1993: Theater des Westens/Berlin
- 1993–2000: Theater Essen
- 1999–2000: Schauspielhaus Hamburg
- 2001: Berliner Ensemble
- 2001: Theater Essen
- 2003: Theater Essen
- 2005: Grillo-Theater/Essen
- 2007–2009: Grillo-Theater/Essen
- 2008: Ballhof 1/Hannover

## Tatjana Clasing & Band
Clasing spielte zwei musikalische Soloprogramme ein: den Chansonabend Alone together mit Liedern von Judy Garland und Edith Piaf mit Klavierbegleitung und das Programm That’s life, in dem sie, begleitet von einer Big Band, Songs von Frank Sinatra, Ella Fitzgerald, Judy Garland und Eartha Kitt interpretierte.

## Hörspiele (Auswahl)
- 2008: Tom Noga: Escobar. Aufstieg und Fall des King of Coke – Regie: Susanne Krings (True Crime-Hörspiel – WDR)[2]
- 2014: Eva Karnofsky: Opferfläche – Regie: Thomas Werner (Kriminalhörspiel – WDR)[3]
- 2018: Lothar Schöne: Tod auf dem Friedhof – Regie: Angeli Backhausen (Kriminalhörspiel – WDR)
- 2023: Leonie Below: 12 Nächte – Regie: Eva Solloch (12-teilige Mystery-Serie über die Raunächte – WDR)[4]